# Деріпсал
Деріпса́л (каз. Деріпсал) — село у складі Шетського району Карагандинської області Казахстану. Входить до складу Краснополянського сільського округу.
Населення — 49 осіб (2021; 88 у 2009, 170 у 1999, 261 у 1989).
Національний склад станом на 1989 рік:
- росіяни — 45 %.